# Даганбхуйян
Даганбхуйян (бенг. দাগনভূইয়া, англ. Daganbhuiyan) — город и муниципалитет на юго-востоке Бангладеш, административный центр одноимённого подокруга. Площадь города равна 2,11 км². По данным переписи 2001 года, в городе проживало 25 839 человек, из которых мужчины составляли 51,12 %, женщины — соответственно 48,88 %. Уровень грамотности населения составлял 51,3 % (при среднем по Бангладеш показателе 43,1 %). 